# Elliptische Funktion
Im mathematischen Teilgebiet der Funktionentheorie sind elliptische Funktionen spezielle meromorphe Funktionen, die zwei Periodizitätsbedingungen erfüllen. Elliptische Funktionen heißen sie, weil sie ursprünglich von elliptischen Integralen abstammen. Diese wiederum treten bei der Berechnung des Umfangs einer Ellipse auf.
Wichtige elliptische Funktionen sind die Jacobischen elliptischen Funktionen und die Weierstraßsche ℘-Funktion.
Weitere Entwicklungen haben zu den modularen Funktionen und den hyperelliptischen Funktionen geführt.

## Definition
Eine elliptische Funktion ist eine meromorphe Funktion, für die zwei {\displaystyle \mathbb {R} }-linear unabhängige komplexe Zahlen {\displaystyle \omega _{1},\omega _{2}\in \mathbb {C} } existieren, sodass gilt:
{\displaystyle \forall z\in \mathbb {C} \colon f(z+\omega _{1})=f(z)} und {\displaystyle f(z+\omega _{2})=f(z)}
Elliptische Funktionen haben also zwei Perioden und werden deshalb auch als doppeltperiodisch bezeichnet.

## Periodengitter und Grundmasche

Parallelogramm, bei dem gegenüberliegende Seiten identifiziert werden

Ist {\displaystyle f} eine elliptische Funktion und sind {\displaystyle \omega _{1},\omega _{2}} die Perioden, so gilt
{\displaystyle f(z+\gamma )=f(z)}
für jede Linearkombination {\displaystyle \gamma =m\omega _{1}+n\omega _{2}} mit ganzen Zahlen {\displaystyle m,n\in \mathbb {Z} }.
Die abelsche Gruppe
{\displaystyle \Lambda :=\langle \omega _{1},\omega _{2}\rangle _{\mathbb {Z} }:=\mathbb {Z} \omega _{1}+\mathbb {Z} \omega _{2}:=\{m\omega _{1}+n\omega _{2}\mid m,n\in \mathbb {Z} \}}
heißt das Periodengitter. Es ist ein vollständiges Gitter in {\displaystyle \mathbb {C} }.
Das von {\displaystyle \omega _{1}} und {\displaystyle \omega _{2}} aufgespannte Parallelogramm
{\displaystyle \{\mu \omega _{1}+\nu \omega _{2}\mid 0\leq \mu ,\nu \leq 1\}}
heißt Grundmasche oder auch Fundamentalbereich.
Geometrisch wird also die komplexe Ebene mit Parallelogrammen gekachelt. Alles, was in der Grundmasche passiert, wiederholt sich in jeder anderen. Deshalb fasst man elliptische Funktionen auch als Funktionen auf der Faktorgruppe {\displaystyle \mathbb {C} /\Lambda } auf. Diese Faktorgruppe kann man sich vorstellen als ein Parallelogramm, bei dem gegenüberliegende Seiten identifiziert werden, was topologisch einem Torus entspricht.

## Liouville’sche Sätze
Die folgenden Sätze über elliptische Funktionen sind als die Liouville’schen Sätze (1847) bekannt.

### 1. Liouville’scher Satz
Eine holomorphe elliptische Funktion ist konstant.
Dies ist die ursprüngliche Version des Satzes von Liouville und kann aus ihm gefolgert werden: Eine holomorphe elliptische Funktion ist beschränkt, da sie auf der Grundmasche bereits alle ihre Werte annimmt und die Grundmasche kompakt ist. Nach dem Satz von Liouville ist sie also konstant.

### 2. Liouville’scher Satz
Eine elliptische Funktion hat nur endlich viele Pole in {\displaystyle \mathbb {C} /\Lambda } und die Summe der Residuen ist {\displaystyle 0}.
Aus dieser Aussage folgt, dass es keine elliptische Funktion mit genau einem einfachen Pol oder genau einer einfachen Nullstelle in der Grundmasche geben kann.

### 3. Liouville’scher Satz
Eine nichtkonstante elliptische Funktion nimmt mit Vielfachheit gezählt auf {\displaystyle \mathbb {C} /\Lambda } jeden Wert gleich oft an.

## Weierstraßsche ℘-Funktion
Eine der wichtigsten elliptischen Funktionen ist die Weierstraßsche ℘-Funktion. Für ein festes Periodengitter {\displaystyle \Lambda } ist sie gegeben durch:
{\displaystyle \wp (z)={\frac {1}{z^{2}}}+\sum _{\lambda \in \Lambda \setminus \{0\}}\left({\frac {1}{(z-\lambda )^{2}}}-{\frac {1}{\lambda ^{2}}}\right)}
Nach Konstruktion hat sie an jedem Gitterpunkt einen Pol der Ordnung 2. Der Term {\displaystyle -{\tfrac {1}{\lambda ^{2}}}} dient dazu, die Reihe konvergent zu machen.
{\displaystyle \wp } ist eine gerade elliptische Funktion, d. h. {\displaystyle \wp (-z)=\wp (z)}.
Ihre Ableitung
{\displaystyle \wp '(z)=-2\sum _{\lambda \in \Lambda }{\frac {1}{(z-\lambda )^{3}}}}
ist eine ungerade elliptische Funktion, d. h. {\displaystyle \wp '(-z)=-\wp '(z).}
Eines der wichtigsten Resultate der Theorie der elliptischen Funktionen ist die folgende Aussage: Jede elliptische Funktion zum Periodengitter {\displaystyle \Lambda } lässt sich als rationale Funktion in {\displaystyle \wp } und {\displaystyle \wp '} schreiben.
Die {\displaystyle \wp }-Funktion erfüllt folgende Differentialgleichung:
{\displaystyle \wp '^{2}(z)=4\wp (z)^{3}-g_{2}\wp (z)-g_{3}}
{\displaystyle g_{2}} und {\displaystyle g_{3}} sind Konstanten, die von {\displaystyle \omega _{1}} und {\displaystyle \omega _{2}} abhängen. Genauer gilt: {\displaystyle g_{2}(\omega _{1},\omega _{2})=60G_{4}(\omega _{1},\omega _{2})} und {\displaystyle g_{3}(\omega _{1},\omega _{2})=140G_{6}(\omega _{1},\omega _{2})}, wobei {\displaystyle G_{4}} und {\displaystyle G_{6}} Eisensteinreihen sind.
In algebraischer Sprache bedeutet dieser Satz: Der Körper der elliptischen Funktionen zum Periodengitter {\displaystyle \Lambda } ist isomorph zum Körper
{\displaystyle \mathbb {C} (X)[Y]/(Y^{2}-4X^{3}+g_{2}X+g_{3}).}
Unter diesem Isomorphismus wird {\displaystyle \wp } auf {\displaystyle X} und {\displaystyle \wp '} auf {\displaystyle Y} abgebildet.

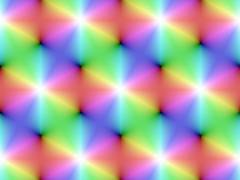
Weierstraß’sche ℘-Funktion zum Gitter {\displaystyle \Gamma =[1,e^{\pi i/3}]} im Bereich {\displaystyle [-3/2,3/2]\times [-9/8,9/8]i}, die Nullstellen erscheinen schwarz und die Polstellen weiß
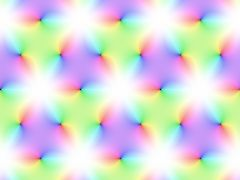
Ableitung dieser ℘-Funktion im gleichen Bereich und mit gleicher Farbgebung
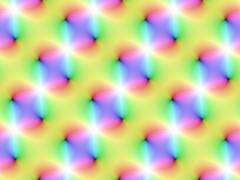
℘-Funktion zum Gitter {\displaystyle \Gamma =[1,{\tfrac {1}{3}}+{\tfrac {i}{2}}]} im gleichen Bereich und mit gleicher Farbgebung

## Zusammenhang mit elliptischen Integralen

### Entdeckung des Zusammenhangs
Der Zusammenhang elliptischer Funktionen mit elliptischen Integralen ist hauptsächlich von historischer Natur. Elliptische Integrale wurden unter anderem bereits von Legendre studiert, dessen Arbeit sowohl von Abel als auch von Jacobi zunächst unabhängig voneinander fortgeführt wurde.
Abel stieß auf die elliptischen Funktionen, indem er die Umkehrfunktion {\displaystyle \varphi } des elliptischen Integrals
{\displaystyle \alpha =\int _{0}^{x}{\frac {dt}{\sqrt {(1-c^{2}t^{2})(1+e^{2}t^{2})}}}}
betrachtete, also {\displaystyle x=\varphi (\alpha )}.
Bei seinen Untersuchungen dieser Funktion definierte er die Funktionen:
{\displaystyle f(\alpha )={\sqrt {1-c^{2}\varphi ^{2}(\alpha )}}}
und
{\displaystyle F(\alpha )={\sqrt {1+e^{2}\varphi ^{2}(\alpha )}}}.
Diese drei Funktionen stellten sich nach Fortsetzen in die komplexe Ebene als doppeltperiodische Funktionen heraus und werden abelsche elliptische Funktionen genannt.

### Vollständiges elliptisches Integral und elliptisches Nomen
Der französische Mathematiker Adrien-Marie Legendre definierte das vollständige elliptische Integral erster Art {\displaystyle K(\varepsilon )} und das vollständige elliptische Integral zweiter Art {\displaystyle E(\varepsilon )} als Funktionen:
{\displaystyle K(\varepsilon )=\int _{0}^{\pi /2}{\bigl [}1-\varepsilon ^{2}\sin(\varphi )^{2}{\bigr ]}^{-1/2}\,\mathrm {d} \varphi =\int _{0}^{1}(1-z^{2})^{-1/2}(1-\varepsilon ^{2}z^{2})^{-1/2}\,\mathrm {d} z}
{\displaystyle E(\varepsilon )=\int _{0}^{\pi /2}{\bigl [}1-\varepsilon ^{2}\sin(\varphi )^{2}{\bigr ]}^{1/2}\,\mathrm {d} \varphi =\int _{0}^{1}(1-z^{2})^{-1/2}(1-\varepsilon ^{2}z^{2})^{1/2}\,\mathrm {d} z}
Mit diesen Integraldefinitionen sind folgende Definitionen über MacLaurinsche Summenreihen identisch:
{\displaystyle K(\varepsilon )={\frac {\pi }{2}}{\biggl [}1+\sum _{n=1}^{\infty }\,{\frac {\operatorname {CBC} (n)^{2}}{16^{n}}}\,\varepsilon ^{2n}{\biggr ]}}
{\displaystyle E(\varepsilon )={\frac {\pi }{2}}{\biggl [}1-\sum _{n=1}^{\infty }\,{\frac {\operatorname {CBC} (n)^{2}}{16^{n}(2n-1)}}\,\varepsilon ^{2n}{\biggr ]}}
Der Funktionsausdruck {\displaystyle \operatorname {CBC} (n)=(2n)!\div (n!)^{2}=\Gamma (2n+1)/\Gamma (n+1)^{2}} drückt den Zentralbinomialkoeffizienten aus.
Der Mathematiker Robert Fricke aber auch die Mathematiker Folkmar Bornemann, Dirk Laurie, Stan Wagon und Jörg Waldvogel erforschten das Elliptische Nomen beziehungsweise die Jacobische Entwicklungsgröße {\displaystyle q(k)}, welche so definiert ist:
{\displaystyle q(k)=\exp {\biggl [}-\pi \,{\frac {K({\sqrt {1-k^{2}}})}{K(k)}}{\biggr ]}}
Zur standardisierten Jacobischen Theta-Nullwertfunktion stellt das elliptische Nomen den Bezug zu den elliptischen Integralen her:
{\displaystyle \vartheta _{00}{\bigl [}q(\varepsilon ){\bigr ]}=1+2\sum _{n=1}^{\infty }q(\varepsilon )^{-n^{2}}={\biggl [}{\frac {2}{\pi }}K(\varepsilon ){\biggr ]}^{1/2}}

### Jacobische elliptische Funktionen
Auch die Jacobischen elliptischen Funktionen entstanden durch die Umkehrung elliptischer Integrale.
Jacobi betrachtete diese Integralfunktion, welche die Arkussinusform von der Legendreschen Standardform des unvollständigen elliptischen Integrals erster Art ist:
{\displaystyle \xi (x;k)=\int _{0}^{x}{\frac {\mathrm {d} t}{\sqrt {(1-t^{2})(1-k^{2}t^{2})}}}=F{\bigl [}\arcsin(x);k{\bigr ]}}
Und diese Form invertierte Jacobi nach folgendem Muster: {\displaystyle x=\operatorname {sn} (\xi ;k)}. Hierbei steht {\displaystyle \operatorname {sn} } für sinus amplitudinis und bezeichnet die neue Funktion.
Diese Funktion erhält ihren Namen deswegen, weil sie die Sinus-Funktion aus der Jacobischen Amplitude {\displaystyle \operatorname {am} (\xi )} ist:
{\displaystyle \operatorname {sn} (\xi ;k)=\sin {\bigl [}\operatorname {am} (\xi ;k){\bigr ]}}
Darüber hinaus führte er die Funktionen cosinus amplitudinis und delta amplitudinis ein, die wie folgt definiert sind:
Ganz analog zum zuvor genannten Fall erhält die Funktion {\displaystyle \operatorname {cn} (\xi ;k)} ihren Namen deswegen, weil sie dementsprechend die Cosinus-Funktion aus der Jacobischen Amplitude {\displaystyle \operatorname {am} (\xi )} ist:
{\displaystyle \operatorname {cn} (\xi ;k)=\cos {\bigl [}\operatorname {am} (\xi ;k){\bigr ]}:={\sqrt {(1-x^{2})}}}
{\displaystyle \operatorname {dn} (\xi ;k)={\frac {\partial }{\partial \xi }}\operatorname {am} (\xi ;k):={\sqrt {1-k^{2}x^{2}}}}
Erst durch diesen Schritt konnte Jacobi 1827 seine allgemeine Transformationsformel elliptischer Integrale beweisen.
Die Bezeichnung Delta wurde dieser Funktion gegeben, weil sie die infinitesimalanalytische Ableitung, der Differentialquotient der Jacobischen Amplitude bezüglich des linken Klammereintrags ist.

### Jacobische Amplitude
Die Jacobische Amplitude selbst ist stets die Umkehrfunktion des unvollständigen elliptischen Integrals erster Art:
{\displaystyle F{\bigl [}\operatorname {am} (\xi ;k);k{\bigr ]}=\xi }
{\displaystyle F(s;k)=\int _{0}^{1}{\frac {s}{\sqrt {1-k^{2}\sin(st)^{2}}}}\,\partial t}
Alternativ kann die Jacobische Amplitude auch als Ursprungsstammfunktion des Delta Amplitudinis aufgebaut werden:
{\displaystyle \operatorname {am} (\xi ;k)=\int _{0}^{1}\xi \operatorname {dn} (\xi \,u;k)\,\partial u}
Nach diesem alternativen Herleitungsweg kann das Delta Amplitudinis dann als Quotient der Jacobischen Thetafunktionen für alle elliptischen Module {\displaystyle -1\leq k\leq 1} dargestellt werden:
{\displaystyle \operatorname {dn} (\xi ;k)={\sqrt[{4}]{1-k^{2}}}\,{\frac {\vartheta _{00}[{\tfrac {1}{2}}\pi K(k)^{-1}\xi ;q(k)]}{\vartheta _{01}[{\tfrac {1}{2}}\pi K(k)^{-1}\xi ;q(k)]}}={\sqrt[{4}]{1-k^{2}}}\prod _{n=1}^{\infty }{\frac {1+2\cos[\pi K(k)^{-1}\xi ]\,q(k)^{2n-1}+q(k)^{4n-2}}{1-2\cos[\pi K(k)^{-1}\xi ]\,q(k)^{2n-1}+q(k)^{4n-2}}}}
Die genannten beiden Jacobischen Thetafunktionen wurden durch Edmund Taylor Whittaker und George Neville Watson so definiert:
{\displaystyle \vartheta _{00}(v;w)=\prod _{n=1}^{\infty }(1-w^{2n})[1+2\cos(2v)w^{2n-1}+w^{4n-2}]}
{\displaystyle \vartheta _{01}(v;w)=\prod _{n=1}^{\infty }(1-w^{2n})[1-2\cos(2v)w^{2n-1}+w^{4n-2}]}

### Zeta Amplitudinis
Als weitere Funktion definierte Carl Gustav Jacob Jacobi die Funktion Zeta Amplitudinis als Analogon der Jacobi-Funktionen zweiter Art:
{\displaystyle {\text{zn}}(\xi ;k)=E[{\text{am}}(\xi ;k);k]-{\frac {E(k)}{K(k)}}\,\xi }
{\displaystyle \operatorname {zn} (\xi ;k)=\sum _{n=1}^{\infty }{\frac {2\pi K(k)^{-1}\sin[\pi K(k)^{-1}\xi ]\,q(k)^{2n-1}}{1-2\cos[\pi K(k)^{-1}\xi ]\,q(k)^{2n-1}+q(k)^{4n-2}}}}
Dabei gilt für das unvollständige elliptische Integral zweiter Art:
{\displaystyle E(s;k)=\int _{0}^{1}s{\sqrt {1-k^{2}\sin(st)^{2}}}\,\partial t}
Basierend auf der nun genannten Summendefinition des Zeta Amplitudinis können die standardisierten Jacobischen elliptischen Funktionen ebenso aufgebaut werden:
{\displaystyle \operatorname {sn} (\xi ;k)={\frac {2\{\operatorname {zn} ({\tfrac {1}{2}}\xi ;k)+\operatorname {zn} [K(k)-{\tfrac {1}{2}}\xi ;k]\}}{k^{2}+\{\operatorname {zn} ({\tfrac {1}{2}}\xi ;k)+\operatorname {zn} [K(k)-{\tfrac {1}{2}}\xi ;k]\}^{2}}}}
{\displaystyle \operatorname {dn} (\xi ;k)={\frac {k^{2}-\{\operatorname {zn} ({\tfrac {1}{2}}\xi ;k)+\operatorname {zn} [K(k)-{\tfrac {1}{2}}\xi ;k]\}^{2}}{k^{2}+\{\operatorname {zn} ({\tfrac {1}{2}}\xi ;k)+\operatorname {zn} [K(k)-{\tfrac {1}{2}}\xi ;k]\}^{2}}}}

## Geschichte der elliptischen Funktionen
Dieses Gebiet wurde bald nach der Entwicklung der Infinitesimalrechnung von dem italienischen Mathematiker Giulio di Fagnano und dem Schweizer Mathematiker Leonhard Euler begründet. Bei der Berechnung der Bogenlänge einer Lemniskate stießen sie auf Integrale, in denen die Quadratwurzeln aus Polynomen 3. und 4. Grades auftraten. Man erkannte, dass sich die sogenannten elliptischen Integrale nicht durch elementare Funktionen ausdrücken ließen. Fagnano fand eine algebraische Relation zwischen elliptischen Integralen, die er 1750 veröffentlichte. Euler verallgemeinerte Fagnanos Ergebnisse und formulierte sein algebraisches Additionstheorem für elliptische Integrale.
Seine Ideen wurden bis auf eine Bemerkung Landens erst 1786 durch Legendre in seinen Werken Mémoires sur les intégrations par arcs d’ellipse weiter verfolgt. Legendre hat sich von da an immer wieder mit dieser Art von Integralen beschäftigt und nannte sie elliptische Funktionen. Legendre klassifizierte die elliptischen Funktionen in drei Arten, wodurch er sich den seinerzeit sehr schwierigen Zugang zu ihrer Untersuchung wesentlich erleichterte. Weitere wichtige Arbeiten Legendres sind: Mémoire sur les transcendantes elliptiques (1792), Exercices de calcul intégral (1811–1817), Traité des fonctions elliptiques (1825–1832).
Ab 1826 nahmen die beiden Mathematiker Abel und Jacobi diese Untersuchungen wieder auf und kamen schnell zu ungeahnten neuen Erkenntnissen. Neu an deren Arbeiten war, dass sie die Umkehrfunktionen der elliptischen Integrale betrachteten. Diese inversen Funktionen heißen nach einem Vorschlag Jacobis von 1829 elliptische Funktionen. Eines der wichtigsten Werke von Jacobi ist das Buch Fundamenta nova theoriae functionum ellipticarum aus dem Jahr 1829. Das von Euler in spezieller Form gefundene Additionstheorem wurde in seiner allgemeinen Form 1829 von Abel formuliert und bewiesen. Zu dieser Zeit wurden die Theorie der elliptischen Funktionen und die Theorie der doppeltperiodischen Funktionen noch als zwei verschiedene Theorien betrachtet. Zusammengeführt wurden sie von Briout und Bouquet 1856. Gauß hatte, wie er selbst bemerkte und wie sich auch hat nachweisen lassen, schon dreißig Jahre vorher viele Eigenschaften der elliptischen Funktionen gefunden, aber nichts darüber publiziert.